# Chasse (typographie)
Pour les articles homonymes, voir Chasse (homonymie).
 (octobre 2024).
Si vous disposez d'ouvrages ou d'articles de référence ou si vous connaissez des sites web de qualité traitant du thème abordé ici, merci de compléter l'article en donnant les références utiles à sa vérifiabilité et en les liant à la section « Notes et références ».

En haut, une police proportionnelle, c’est-à-dire à chasse variable ; en bas, une police non proportionnelle, c’est-à-dire à chasse fixe.

Une chasse fixe conduit à un alignement vertical des caractères.

Police d'écriture Courier.

La chasse, ou avance, est, en typographie, la largeur du glyphe (dessin) d’un caractère, augmentée de ses approches (les petites espaces qui le séparent du caractère précédent et du caractère suivant).

## Caractéristiques
Les variantes les plus courantes de chasse sont condensée (étroite), régulière (intermédiaire), étendue (large). En plus de ces valeurs, on trouve aussi la chasse fixe, ou monochasse, ou police non proportionnelle. Cette dernière est identique à la pratique du stoïchédon et est d’usage très courant en informatique. Consolas est un exemple de police à chasse fixe.
Un caractère étendu ne résulte pas d’une modification d’échelle d’un caractère régulier, mais est bien un caractère à part entière, conçu comme tel. Pour des raisons pratiques, des modifications d’échelle peuvent néanmoins avoir lieu grâce aux logiciels de PAO, mais il convient d’utiliser cette possibilité dans des proportions raisonnables (quelques pour cent).
Lors de la conception d’une police, des paramètres importants peuvent contraindre la chasse. Par exemple, dans le cas d’un caractère destiné à la presse quotidienne, il faut pouvoir placer un certain nombre de signes par unité de longueur, ce qui impose une chasse maximale, plutôt étroite. Pour un caractère destiné à des affiches publicitaires, une chasse plutôt large sera plus appropriée, etc.
La chasse est un paramètre indépendant de la graisse, cette dernière jouant uniquement sur l’épaisseur du trait. Ces deux paramètres peuvent d’ailleurs être ajustés pour obtenir différentes fontes de caractères (ensemble des glyphes, d’une police de caractères, de même style, de même corps, et de même graisse) :
- ultra-léger, ultra-léger condensé, ultra-léger étendu ;
- gras, gras condensé, gras étendu.

La chasse fixe est également employée pour les chiffres qui doivent être alignés dans des tableaux, afin de faciliter la lisibilité.

## Exemples

### Polices à chasse fixe
- Consolas
- Courier
- DejaVu Sans Mono
- Letter Gothic (en)
- Liberation Mono
- Monaco

### Polices à chasse variable
- Arial
- Futura
- Roboto
- Garamond
- Helvetica
- Times New Roman